# Mykola Bilyk

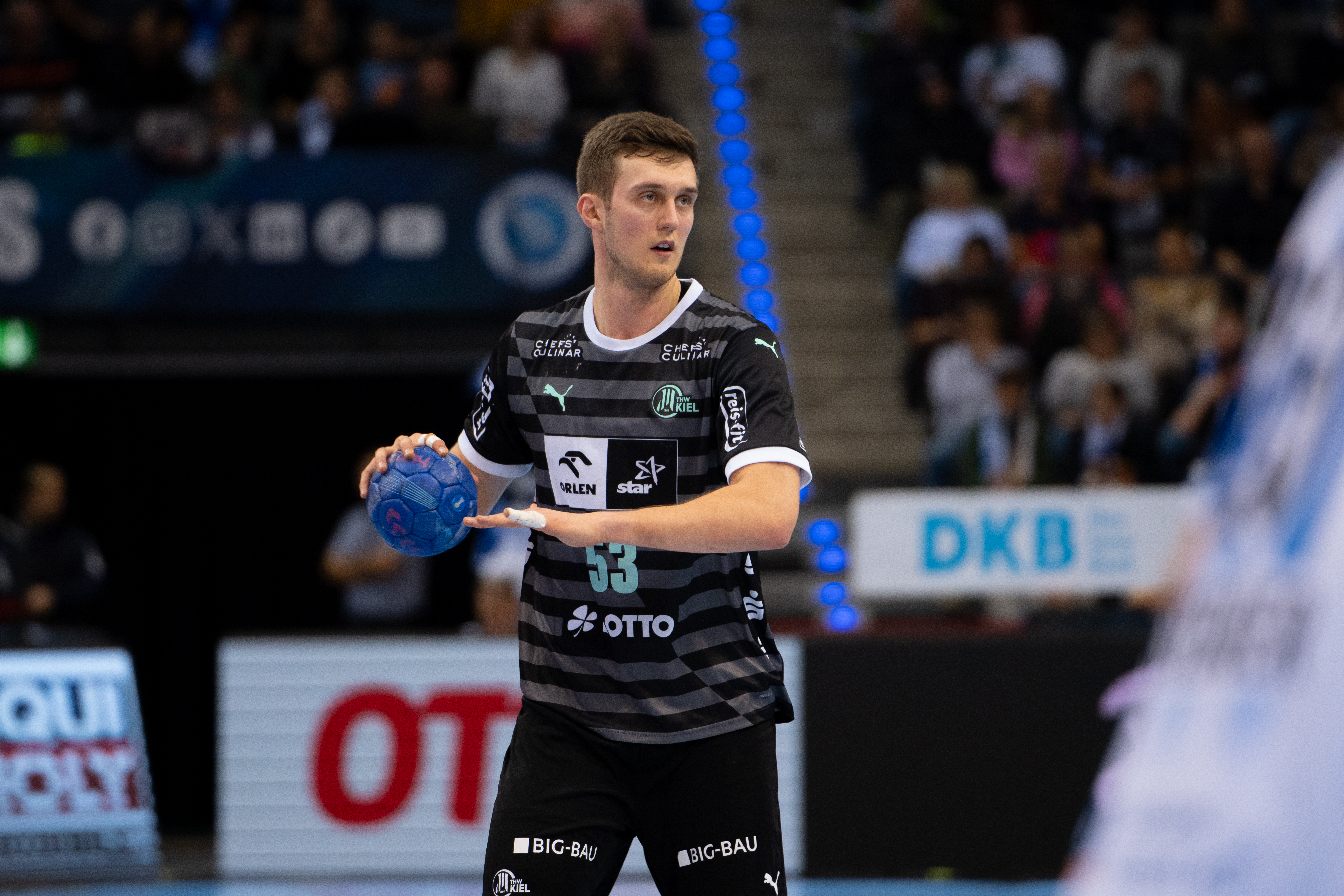
Mykola Bilyk, 2023.

Mykola Bilyk (även stavat Nikola), född 28 november 1996 i Tunis i Tunisien, är en österrikisk handbollsspelare (vänsternia/mittnia). Sedan 2016 spelar han för tyska THW Kiel.

## Stavning av förnamnet
Enligt egen utsago föredrar Bilyk stavningen "Mykola" framför "Nikola". Hans far Serhij föddes i Ukraina och var aktiv handbollsmålvakt fram till 2017.

## Klubbar
- HC Fivers (–2016)
- THW Kiel (2016–)

## Meriter
- Tysk mästare tre gånger: 2020, 2021, 2023
- Tysk cupmästare tre gånger: 2017, 2019, 2022
- EHF-cupmästare 2019
- Champions League-mästare 2020
- Österrikisk mästare 2016
- Österrikisk cupmästare tre gånger: 2013, 2015, 2016